# Přírodní park Bezručovo údolí
Přírodní park Bezručovo údolí je bývalý přírodní park v Krušných horách v okrese Chomutov. Byl vyhlášen v roce 2002 na ploše asi 6 500 ha k ochraně krajinného rázu údolí Chomutovky a jeho širšího okolí s důrazem na přirozený charakter vodních toků, prostředí svahů a údolní nivy, prameniště a horské louky.

## Poloha
Území parku má přibližně tvar trojúhelníku s vrcholem na okraji Chomutova. Jihozápadní a západní hranici přibližně vymezuje průběh silnice I/7. Na severu vede hranice podél silnice z hraničního přechodu u Hory Svatého Šebestiána do Načetína, ale přibližně v polovině vzdálenosti mezi uvedenými místy uhýbá k jihovýchodu k obci Blatno a dál k Chomutovu.
Na okrajích přírodního parku se nacházejí obce Chomutov, Blatno, Hora Svatého Šebestiána, Křimov a Kalek.

## Historie

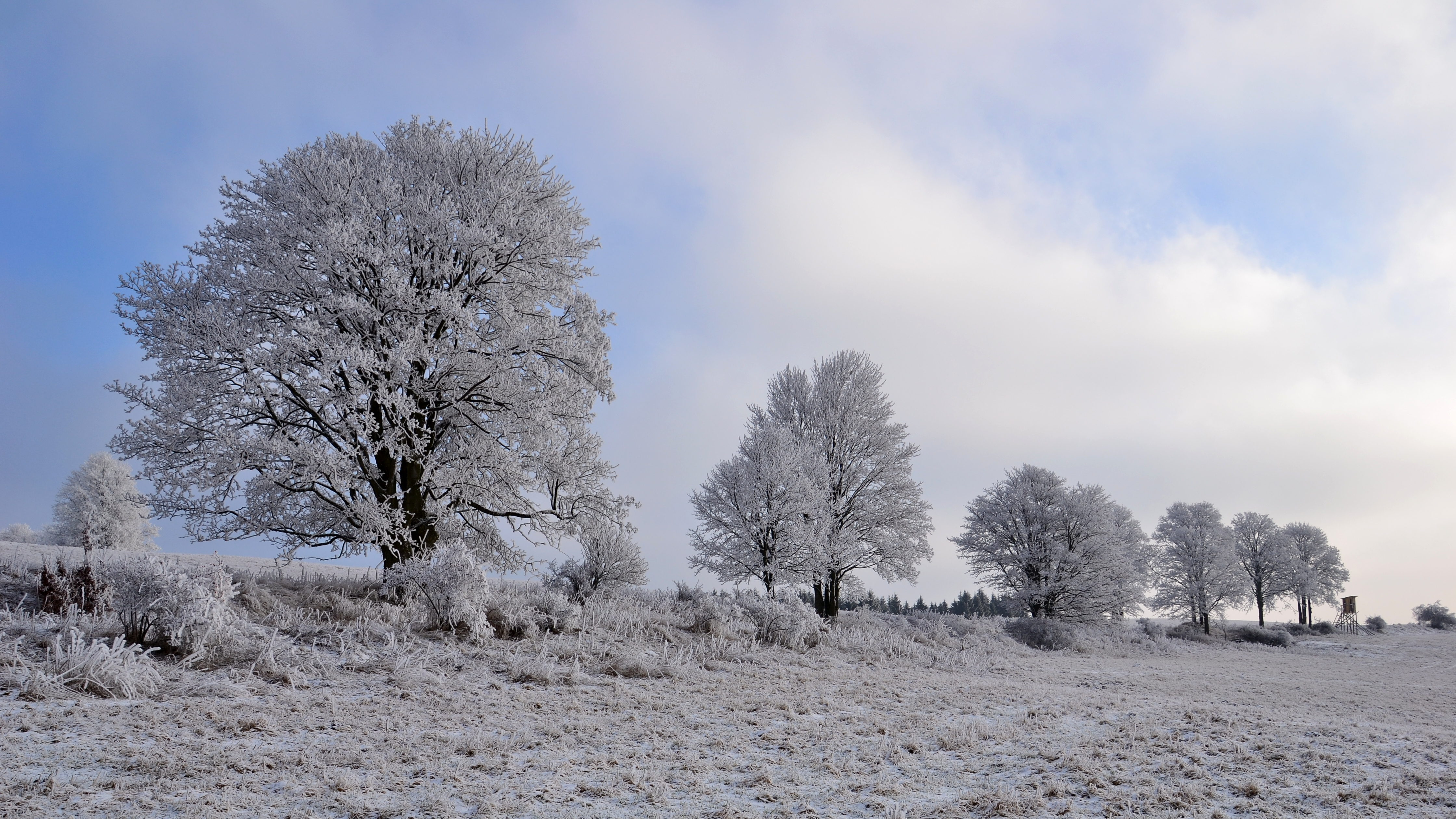
Stromořadí u Menhartic

Bezručovo údolí se dříve jmenovalo německy Grundtal nebo také Assigtal (původní název Chomutovky byl Assigbach). Silnice, která dnes vede údolím začala vznikat až v roce 1887 a dokončena byla až o pět let později.
V údolí stály tři mlýny. V areálu Prvního mlýna stával mlýn s pilou, ale většina původních budov byla stržena a nahrazena stavbou současného penzionu z let 1992–1993. U Druhého mlýna také bývala pila. V přízemních budovách zde bydleli dělníci, kteří pracovali na stavbě Křimovské přehrady. Třetí mlýn (původně Dörrmühle nebo též Dreiwassermühle) stával u soutoku Chomutovky s Křimovským potokem. Na jeho místě vznikl hotel horského typu, který byl po roce 1989 opuštěn, zdevastován a v roce 2008 zbořen. Poslední stavba stojí 3,5 km pod Horou Svatého Šebestiána v místě zvaném Tišina. Samotnému domu se říká U Pašeráka. Dům byl postaven roku 1912 jako přístřešek pro turisty. Později ho využíval chomutovský lesní úřad, ale i ten zde poskytoval možnost nouzového noclehu. Dnes je budova bez využití.
Ve 20. století na území dnešního parku zanikly vesnice Menhartice a Stráž. Po druhé světové válce bylo z obou vesnic odsunuto německé obyvatelstvo a ani jednu vesnici se nepodařilo trvale dosídlit a jejich obyvatelé postupně odcházeli. Menhartice byly navíc zrušeny v souvislosti s výstavbou Křimovské přehrady a na jejich katastru zůstaly pouze dva bývalé strážní domky u zaniklé železnice. Ze Stráže zůstala stát jen hájovna nad Křimovskou přehradou. Jinak se z obou vesnic dochovaly základy zbořených domů.
Dne 18. října 2024 byl přírodní park Bezručovo údolí zrušen a jeho území začleněno do nově zřízeného přírodního parku Střední Krušnohoří.

## Přírodní poměry

### Geologie, geomorfologie, pedogeografie
Geologické podloží je tvořeno starohorními horninami jako jsou pararuly, svory a ortoruly.

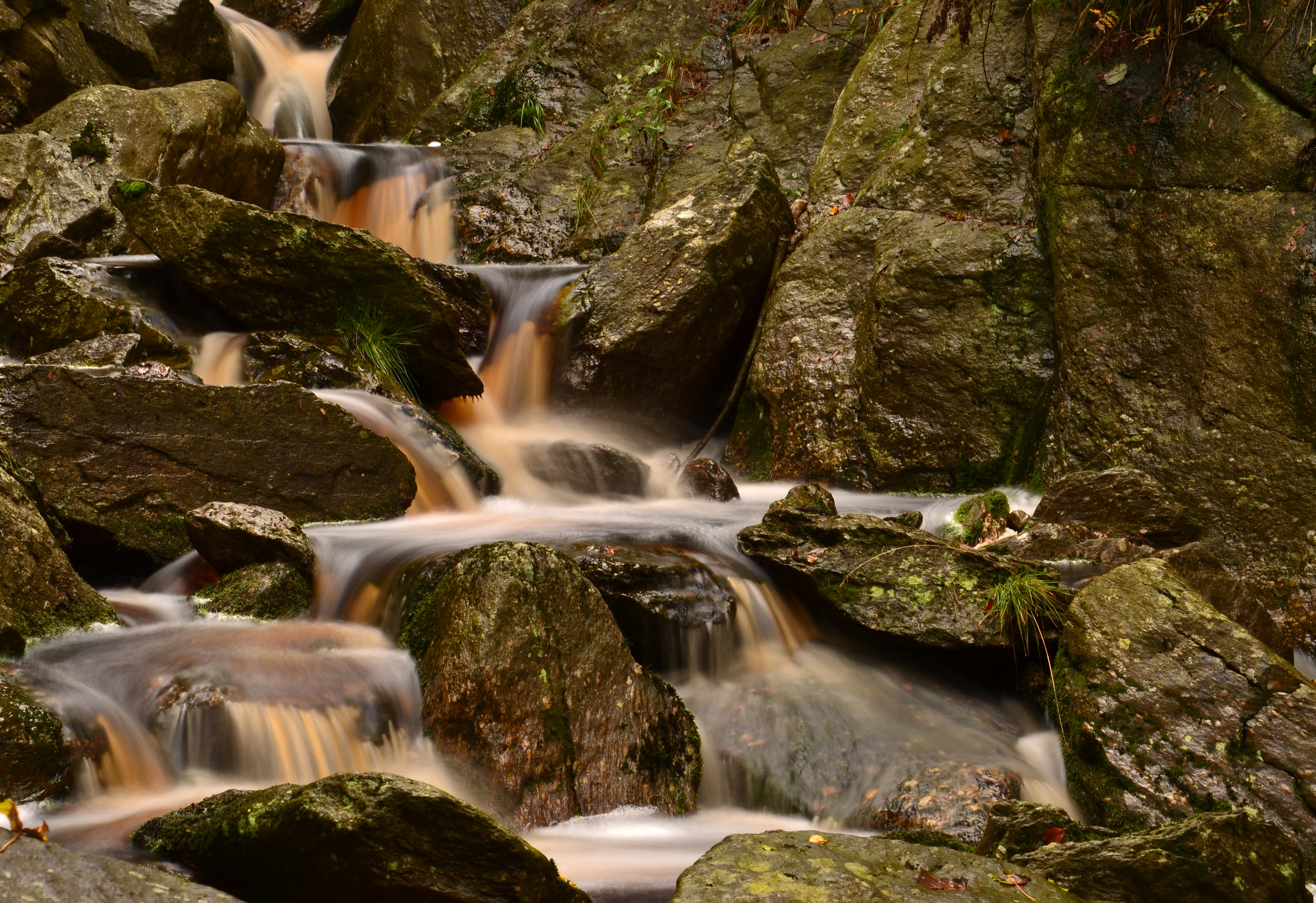
Rulové kameny u Medvědích vodopádů

Pro území je charakteristický velký rozdíl nadmořských výšek. Nejnižší část s nadmořskou výškou asi 340 m n. m. se nachází v jižní části na hranici Chomutova, zatímco nejvyšším bodem je vrchol Menhartického vrchu, který dosahuje výšky 849 m n. m. Další významné vrcholy jsou Chlum (755 m n. m.), Klenovec (757 m n. m.), Skleněný vrch (796 m n. m.) nebo skalní útvar Sedm nosů v Bezručově údolí.
Z hlediska geomorfologického členění se park nachází v Krušnohorské subprovincii a v ní v oblasti Krušnohorská hornatina, celku Krušné hory a podcelku Loučenská hornatina. Většinu rozlohy tvoří okraj okrsku Přísečnické hornatiny charakteristické zarovnanými povrchy a denudační sníženinou ve vrcholové části. Samotné Bezručovo údolí vzniklo podél příčné tektonické poruchy. Menší část na levém břehu Chomutovky přibližně mezi Bečovem a Chomutovem patří do okrsku Bolebořské vrchoviny. Jde o úzký pruh kerné vrchoviny s nižším vyzdvižením, rozčleněný zářezy svahových toků a s denudačními plošinami na meziúdolních hřbetech.
Půdní pokryv tvoří kambizem dystrická na svazích v jižní části Bezručova údolí a jižně od Menhartického vrchu. V severní části převažuje kryptopodzol modální a v rašeliništních oblastech se vyskytují organozemě.

### Vodstvo apodnebí

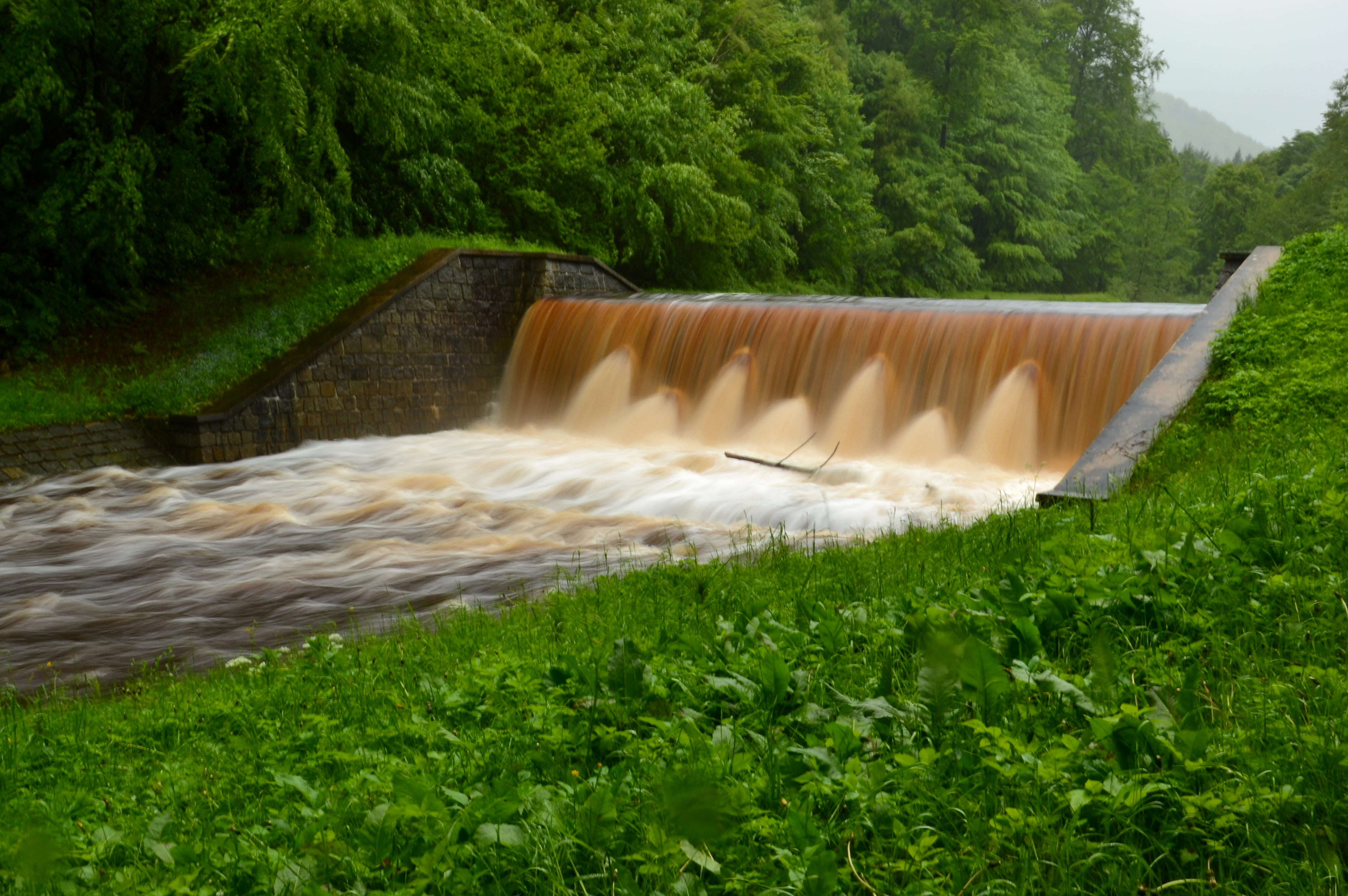
Malá přehrada na Chomutovce během povodně v červnu 2013

Nejvýznamnějším vodním tokem parku je Chomutovka s menšími přítoky, ze kterých jsou nejdůležitější Křimovský potok a Kamenička. Na obou se nacházejí přehrady určené k zadržování pitné vody: vodní nádrž Kamenička z roku 1904 a vodní nádrž Křimov dokončená roku 1958. Historickou vodohospodářskou stavbou je Dieterova štola dlouhá 1,2 km, která převádí nadbytečnou vodu z povodí Kameničky nad přehradou do Chomutovky. Asi 3 km pod Horou Svatého Šebestiána se do Chomutovky zleva vlévá bezejmenný přítok, na kterém se nachází Medvědí vodopády. Mají dva stupně s celkovou výškou 8,5 m. Severní část parku odvodňuje říčka Černá a Načetínský potok.
Ve vrcholových partiích Krušných hor se nachází několik rybníků. Největší z nich jsou Starý a Nový rybník u hájovny Nový dům. Asi jeden kilometr východně od Starého rybníka pramení řeka Bílina.
Klimatické oblasti odpovídají nadmořským výškám. Nejmenší část území na jihu patří do mírně teplé oblasti MT7, většina území do chladné oblasti CH3 a pás na severu území s nadmořskou výškou kolem 800 m n. m. patří do velmi chladné oblasti VCH1. Průměrná roční teplota v horské části parku se pohybuje kolem 4,5 °C. Srážky se pohybují podle nadmořské výšky od 450 mm v nižších partiích do 950 mm na hřebenech hor, kde téměř polovinu celkového úhrnu tvoří srážky sněhové.

## Ochrana přírody
Součástí přírodního parku jsou maloplošná zvláště chráněná území:
- přírodní památka Krásná lípa – ochrana populace koniklece otevřeného
- národní přírodní rezervace Novodomské rašeliniště – ochrana typické geobiocenózy krušnohorských rašelinišť s porostem borovice blatky
- přírodní památka Bezručovo údolí – ochrana bučin, údolních luhů a stanovišť s výskytem zástupců čeledi modráskovitých
- přírodní rezervace Buky nad Kameničkou – ochrana přirozeného 200 let starého bukového porostu s významnými druhy bylinného patra
- přírodní rezervace Prameniště Chomutovky – ochrana typických společenstev a druhů vrcholových partií Krušných hor

Chráněná území
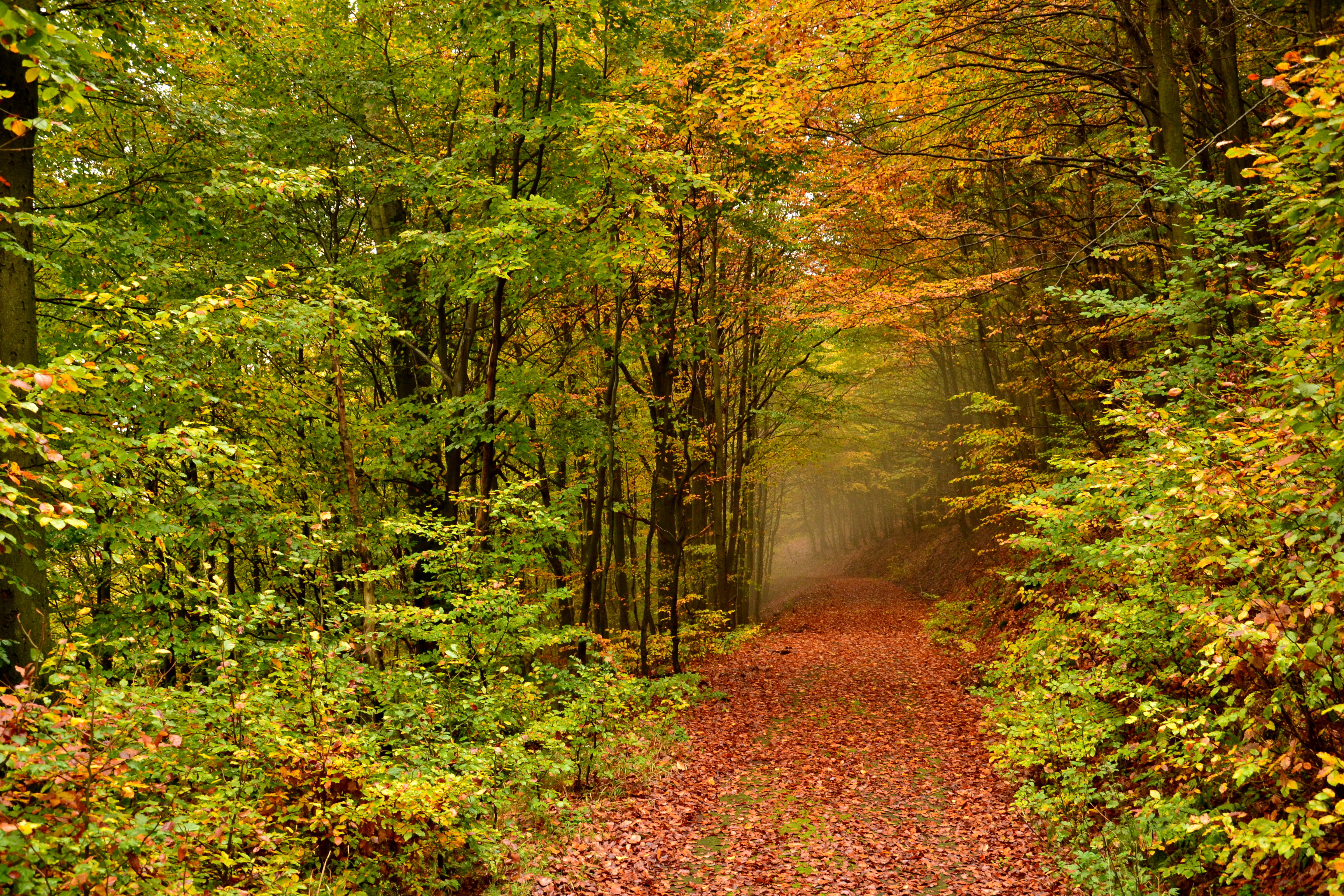
Buky nad Kameničkou
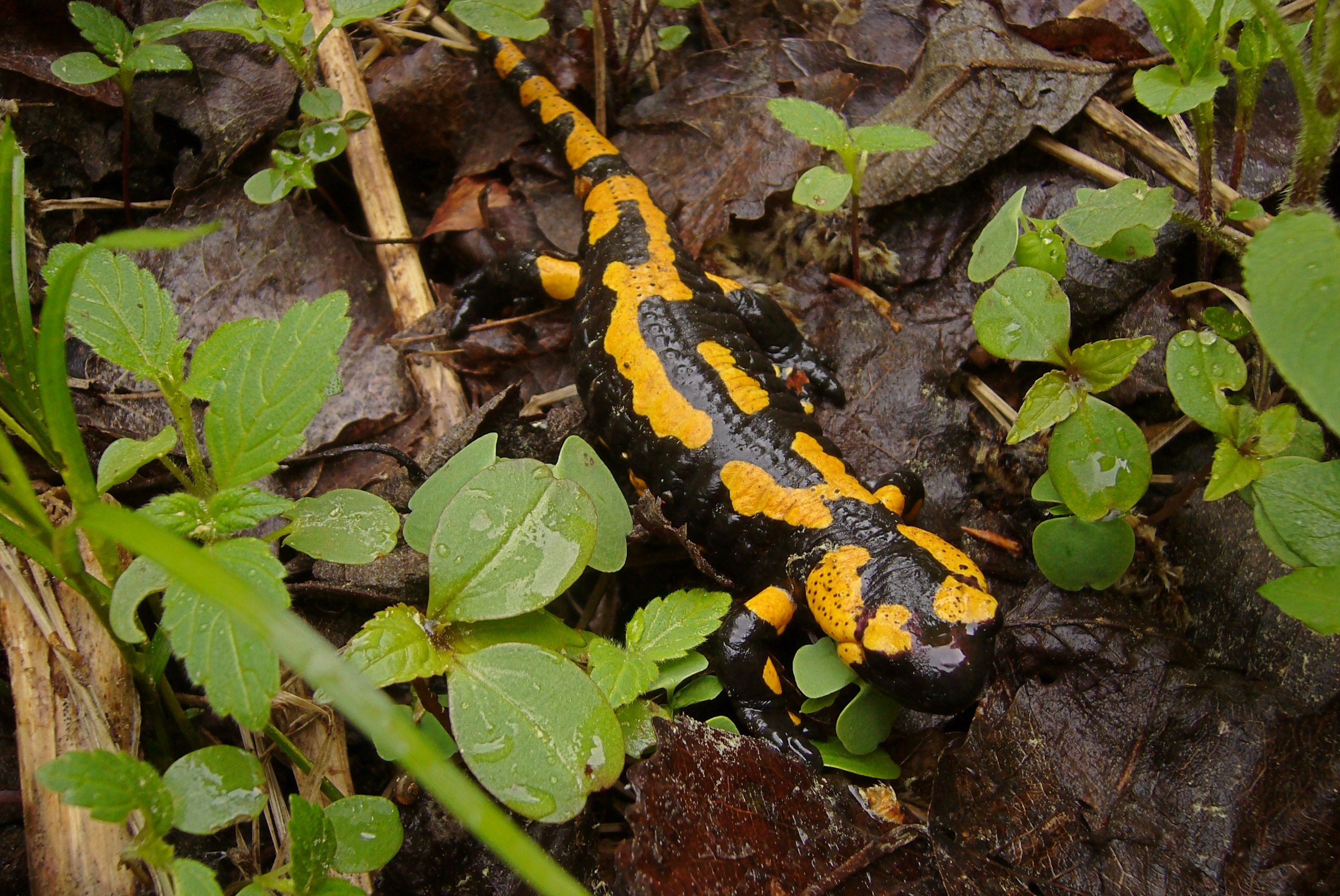
V Bezručově údolí žije mlok skvrnitý
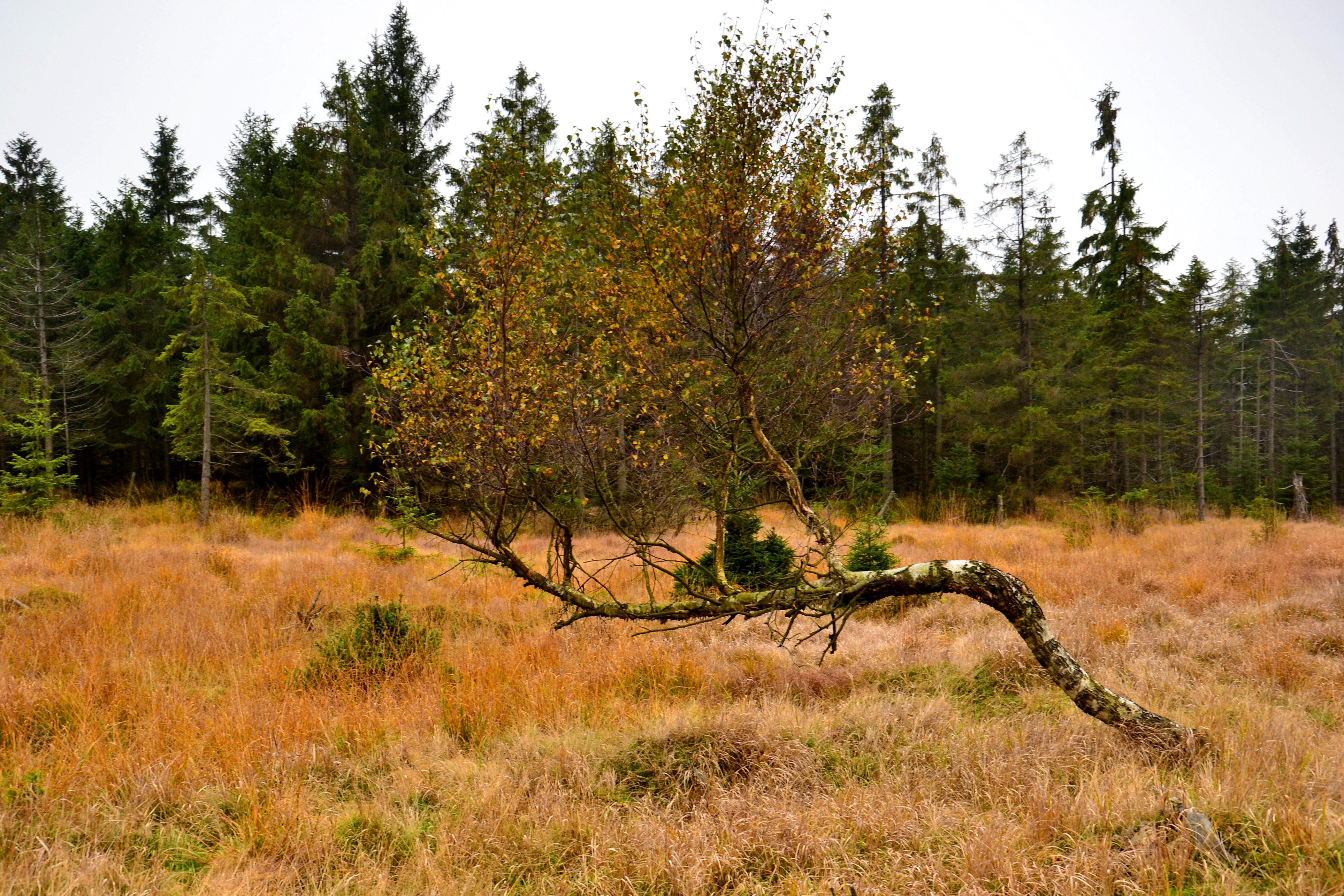
Novodomské rašeliniště
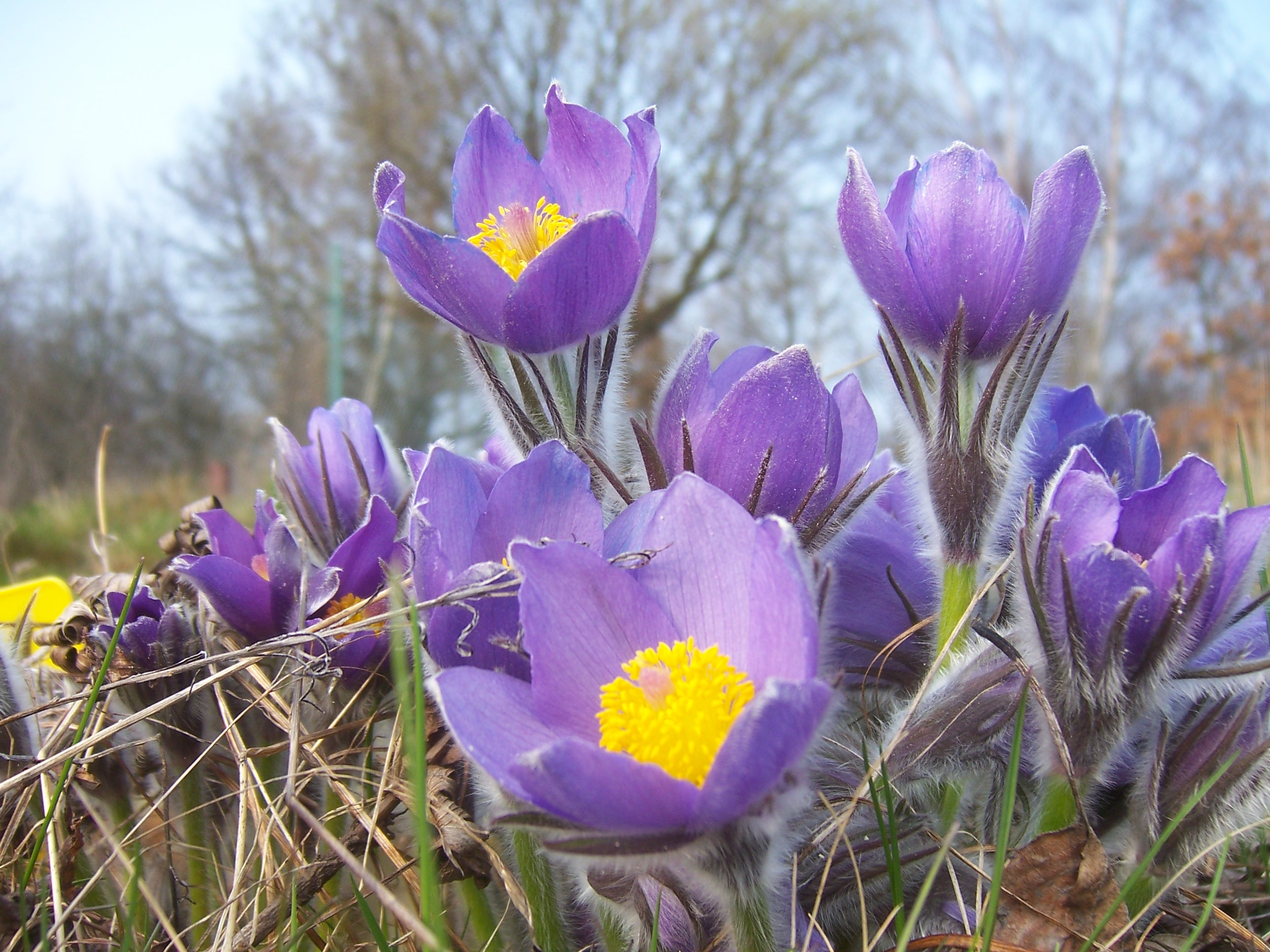
Koniklec otevřený v PP Krásná Lípa

## Pamětihodnosti

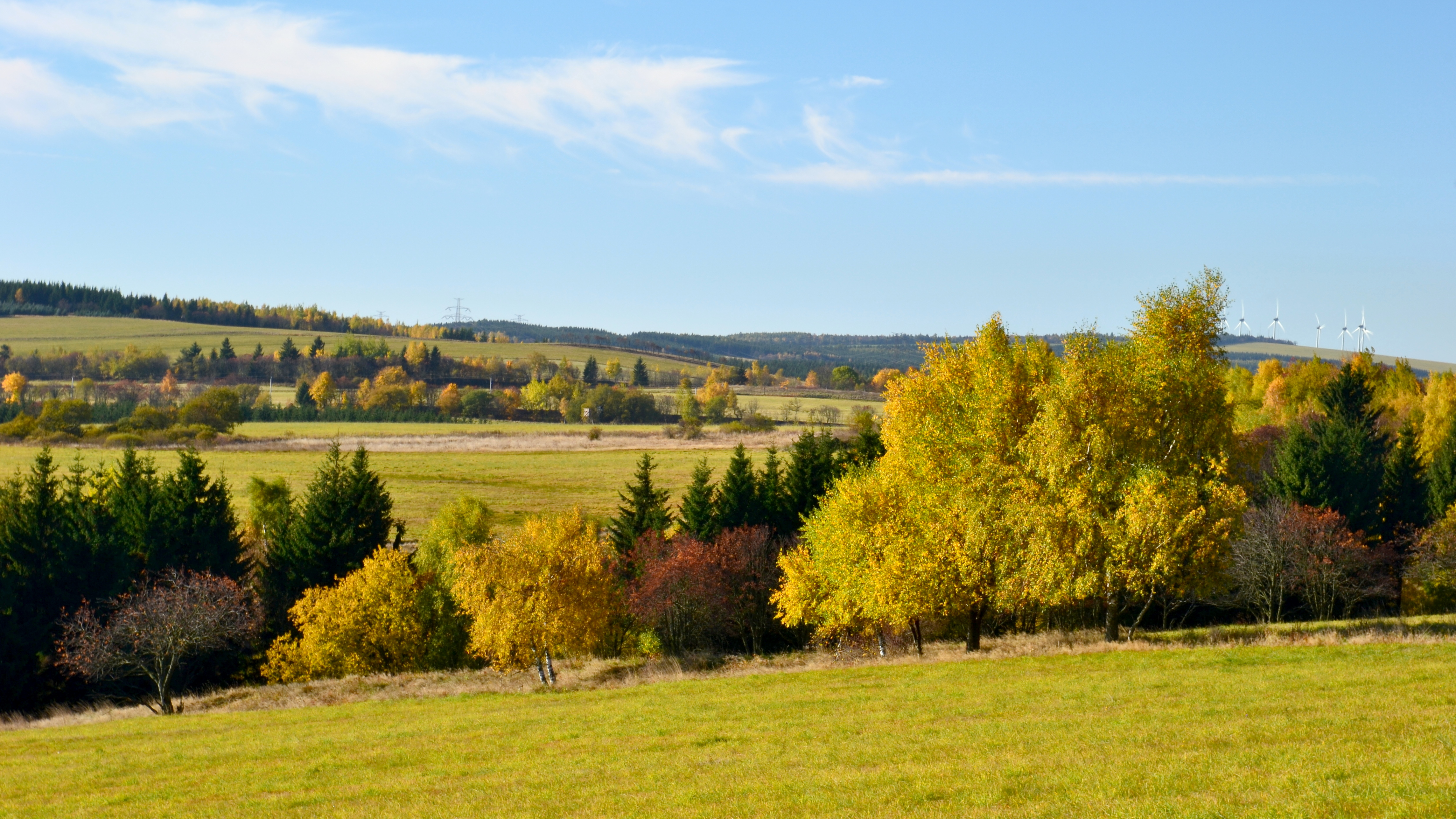
Krajina severně od Křimovské přehrady

Asi jeden kilometr severně od Krásné Lípy se na vrcholu Zámeckého vrchu nachází zbytky malého hradu Hausberk, ze kterého se dochovaly příkopy a valy. Přibližně naproti na druhé straně Bezručova údolí stával další středověký opevněný objekt označovaný jako Bergrutsch. Přímo v Bezručově údolí a na loukách u Krásné Lípy stojí několik objektů československého opevnění. O řopík u Chomutovky pečuje Muzeum Československého opevnění Na Kočičáku.
Z křimovského nádraží odbočovala zaniklá železniční trať do německého Reitzenhainu. Dochovalo se z ní téměř celé těleso trati, ale nejznámějším pozůstatkem jsou dvě mohutné kamenné patky po strženém dvoupolovém mostu přes Bezručovo údolí asi jeden kilometr pod Horou Svatého Šebestiána. Ocelový most podepřený středovým pilířem byl 80 m dlouhý. Odstřelen byl až v roce 1986. Podobný most stával přes menší údolí asi o 500 severněji.

## Turistika
Zejména dolní část Bezručova údolí je přirozeným rekreačním zázemím Chomutova. Údolím zde vede až k rozcestí Třetí Mlýn kromě silnice také asfaltovaná cyklostezka a modře značená turistická značka. Další turistické značky a cyklotrasy procházejí celým přírodním parkem. O víkendech je možné svézt se vlakem po trati číslo 137 k východištím turistických tras v Křimově nebo Nové Vsi.